# 蒙蒂尼萊科爾梅耶
蒙蒂尼莱科尔梅耶（法語：Montigny-lès-Cormeilles，法語發音：[mɔ̃tiɲi lɛ kɔʁmɛj] ⓘ，意为科尔梅耶附近的蒙蒂尼）是法国法蘭西島大區瓦兹河谷省的一个市镇，位于该省中部，属于阿让特伊区。

## 地理
蒙蒂尼萊科爾梅耶（48°59'38"N, 2°11'42"E）面积4.07 平方千米，位于法国法蘭西島大區瓦兹河谷省，该省份为法国北部内陆省份，北起瓦兹省，西接厄尔省，南至塞纳-圣但尼省、上塞纳省和伊夫林省，东临塞纳-马恩省。
与蒙蒂尼萊科爾梅耶接壤的市镇（或旧市镇、城区）包括：博尚、塞纳河畔拉弗雷特、帕里西地区科尔梅耶、弗朗孔维尔、塞纳河畔埃尔布莱、皮埃尔莱。

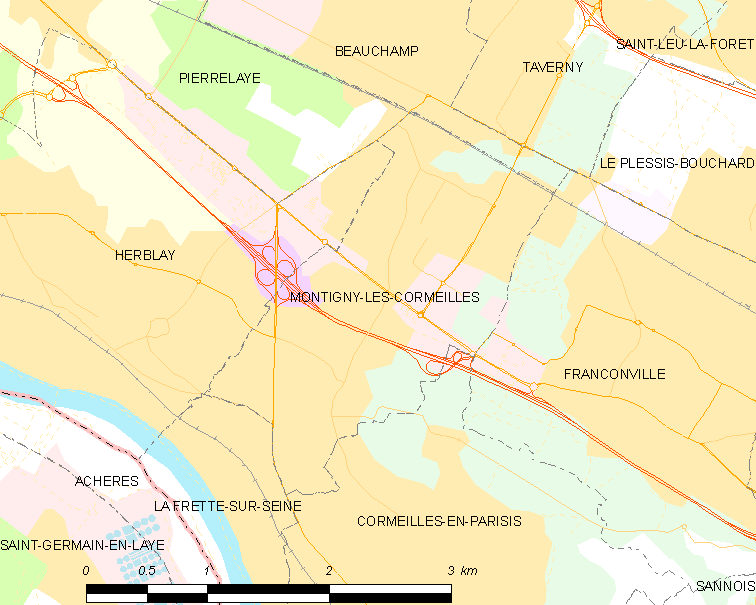
蒙蒂尼萊科爾梅耶的OSM定位图

蒙蒂尼萊科爾梅耶的时区为UTC+01:00、UTC+02:00（夏令时）。

## 行政
蒙蒂尼萊科爾梅耶的邮政编码为95370，INSEE市镇编码为95424。

## 政治
蒙蒂尼萊科爾梅耶所属的省级选区为塞纳河畔埃尔布莱县。

## 人口

1962-2008年间蒙蒂尼萊科爾梅耶人口变化图示

蒙蒂尼萊科爾梅耶于2022年1月1日时的人口数量为22390人。